# Södertälje IP
Södertälje IP är en idrottsanläggning invid Täljehallen i Södertälje. Anläggningen används idag huvudsakligen av friidrottsföreningarna Södertälje friidrottsförening och Enhörna IF. Historiskt sett har arenan även varit hemvist för flera av stadens fotbollsföreningar, bland annat Södertälje SK i näst högsta, samt Södertälje IF och Södertälje FF i tredje högsta serien.

### Fotnoter
1. ↑  https://nr.soccerway.com/venues/sweden/sodertalje-ip/v21081/
2. 1 2  https://www.sodertalje.se/kultur-och-fritid/boka-idrottsanlaggning/anlaggningsregister/sodertalje-ip/